# Giuseppe Cortese
Giuseppe Cortese (Pomigliano d'Arco, 24 luglio 1908 – Pomigliano d'Arco, 6 dicembre 1978) è stato un politico italiano.

## Biografia
Di professione medico chirurgo, primario ospedaliero e docente universitario, è stato membro del Parlamento eletto alla Camera dei Deputati nella III, IV, V e VI legislatura.
Componente della Commissione Igiene e Sanità della camera dei Deputati nella VI Legislatura, ha partecipato attivamente alla elaborazione della Legge 2 dicembre 1975, n. 644 "Disciplina dei prelievi di parti di cadavere a scopo di trapianto terapeutico e norme sul prelievo dell'ipofisi da cadavere a scopo di produzione di estratti per uso terapeutico".
Nel 1977 è stato anche insignito del titolo di Cavaliere di Gran Croce dell'Ordine al Merito della Repubblica Italiana.